# 月曜休日統一法
月曜休日統一法（げつようきゅうじつとういつほう、英語: Uniform Monday Holiday Act, Public Law 90-363）とは、アメリカ合衆国連邦政府の公式な移動祝日を設定した法律である。この法律は合衆国法典で規定した祝日を月曜日へ移動させるための法律で、1968年6月28日に法制化され、1971年に施行された。
この法律によって、いくつかの祝日が「○月の第○月曜日」の形で月曜日へ移動することとなった。

## 祝日となった月曜日
| 祝日名             | 英語名          | 元の月日 | 移動した月日    |
| ------------------ | --------------- | -------- | --------------- |
| ワシントン誕生日   | President's Day | 2月22日  | 2月の第3月曜日  |
| 戦没将兵追悼記念日 | Memorial Day    | 5月30日  | 5月の最終月曜日 |
| 労働者の日         | Labor Day       | -        | 9月の第1月曜日  |
| コロンブス・デー   | Columbus Day    | 10月12日 | 10月の第2月曜日 |

## 一度、月曜日に変更されたが戻された祝日
復員軍人の日（Veterans Day）は、「11月11日」から「10月の第4月曜日」に変更された。しかし多くの州、自治体、アメリカ軍退役軍人会などの反発によって、1978年「11月11日」へ戻された。

## 追加された祝日
- キング牧師記念日（1月の第3月曜日）：公民権運動家マーティン・ルーサー・キング・ジュニア（通称：キング牧師）の誕生日である1月15日を由来とし、1983年から追加された。